# Diego Velázquez de Cuéllar
Diego Velázquez de Cuéllar (Cuéllar, 1465-Santiago de Cuba, 12 de junio de 1524) fue un adelantado, conquistador español, primer gobernante de Cuba —desde 1511 hasta su muerte en 1524— y fundador de las siete primeras ciudades de Cuba.

## Biografía

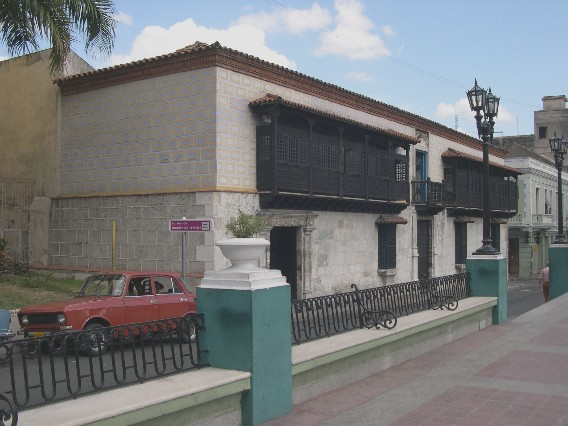
Casa de Diego Velázquez de Cuéllar en Santiago de Cuba.

Pertenecía a una importante familia nobiliaria con protagonismo en Cuéllar durante la Edad Media. Es descrito como de complexión fuerte y pelirrojo.
Fue capitán del ejército español en Nápoles y luego se estableció en Sevilla, donde hizo amistad con Bartolomé Colón.
Formó parte del segundo viaje  de Cristóbal Colón en 1493. Colaboró después con el gobernador Nicolás de Ovando (1501-1509) en la pacificación de la isla La Española, donde llegó a ser uno de los hombres principales.
El nuevo gobernador Diego Colón (1509-1515) le puso al frente de una expedición para conquistar y poblar Cuba en 1511. Diego Velázquez de Cuéllar obtuvo el título de teniente de gobernador de la isla.
Contó con el favor del obispo Juan Rodríguez de Fonseca.
Velázquez fundó en La Española las poblaciones de Santa María de la Vera Paz, Villanueva de Yáquino, San Juan de la Maguana, Nuestra Señora de los Remedios de Azua, Salvatierra de la Sabana y Bánica; y en Cuba las ciudades de Nuestra Señora de la Asunción de Baracoa, San Salvador de Bayamo, Santiago de Cuba, Santísima Trinidad, Santa María del Puerto del Príncipe, Sancti Spíritus, San Cristóbal de La Habana y San Juan de los Remedios.
Patrocinó la expedición de Francisco Hernández de Córdoba a Yucatán a principios de 1517. En 1518 mandó una expedición a cargo de Juan de Grijalva, en la que iba el capitán Pedro de Alvarado, a las costas de México.
El 13 de noviembre de 1518, en Zaragoza, tras la actuación de sus emisarios Gonzalo de Guzmán y Pánfilo de Narváez, estos gestionaron ante el rey la concesión del título de adelantado, gobernador y capitán general de las tierras de Yucatán y Cozumel que habían descubierto Francisco Hernández y Juan de Grijalva.
Hernán Cortés y Andrés del Duero fueron secretarios de Velázquez.
A finales de 1518 formó una nueva empresa con Hernán Cortés para organizar una expedición a Culúa. El 18 de febrero de 1519, Hernán Cortés partió hacia México desde La Habana. Lo primero que hizo Cortés al llegar a tierra firme fue fundar una nueva ciudad, Veracruz. Eso implicó crear un ayuntamiento y repartir sus cargos. De esta forma, Cortés actuaba sin tener en cuenta a Velázquez y solo respondería ante el rey.
Velázquez envió una expedición al mando de Pánfilo de Narváez para detenerlo, pero fracasó tras la victoria de Cortés en Cempoala y la prisión de Narváez en 1520.
Más tarde, en 1524, incitó a uno de los lugartenientes de Cortés, Cristóbal de Olid, a rebelarse contra aquel en Honduras, cosa que logró y que le costó la vida a Olid.
Estuvo casado con María de Cuéllar, hija del contador Cristóbal de Cuéllar. Poco duró el matrimonio, pues ella falleció una semana después de contraer nupcias.
Velázquez murió entre el 11 y el 12 de junio de 1524 en su casona de Santiago de Cuba, que aún se mantiene en pie y es el Museo de Ambiente Histórico Cubano.

## Familia de conquistadores
Siguiendo a su pariente Diego Velázquez de Cuéllar, llegaron a América diversos familiares del gobernador, empleados en diferentes trabajos y siempre bajo la protección del adelantado. Entre ellos destacan:
- Juan Velázquez de León, conquistador, capitán de Hernán Cortés.[15]
- Francisco Velázquez, conquistador de México y Nueva Galicia.[16][17]
- Antonio Velázquez de Narváez, conquistador de México, Nueva Galicia y otras provincias.[18]
- Diego Velázquez el Mozo, sobrino del gobernador.[19]
- Jorge Velázquez fue pregonero mayor de Santo Domingo, marchando después a Cuba, donde ejerció la alcaldía de Sancti Spíritus en 1521.[17]
- Alonso Velázquez, que después de servir al rey diez años en Italia en la compañía de Martín de Ratia, marchó con Hernando de Soto en 1538 a descubrir las provincias de Florida, donde soportó indecibles trabajos. En 1543 era vecino de México y se disponía a participar en la armada que se iba a enviar a pacificar Perú, pero cesó la rebelión y se casó. Aún residía en México en 1547.[20]
- Francisco Velázquez el Corcovado, pariente del gobernador de Cuba, donde se hallaba en 1518. Al año siguiente marchó con Hernán Cortés a México y más tarde regresó a Cuba con otros capitanes de la armada de Pánfilo de Narváez, pues Cortés les dio licencia y uno de los mejores navíos para que regresasen.[19]
- Pedro Velázquez, sobrino del gobernador, era vecino de La Habana en 1519, desde donde marchó con Pánfilo de Narváez al año siguiente. Regresó a Cuba y durante 1546-1555 fue vecino y teniente gobernador de La Habana.[17]
- Iseo Velázquez de Cuéllar, sobrina del gobernador, estaba en Cuba en 1519 junto a su marido Baltasar Bermúdez, pasando después a México.[19]
- Antonio Velázquez, pariente del gobernador, que falleció en una campaña al mando de Hernando de Soto en Florida alrededor de 1539.
- Francisco y Bernaldino Velázquez, hijos de Violante Velázquez y parientes del gobernador. Fallecieron regresando de las Indias, habiendo otorgado ambos testamento, en el que dejaban por universal heredera a su madre, encargándola uno de ellos de que trajese a España a dos hijos naturales que tenía, con todos sus bienes.
- Diego Velázquez, que se embarcó con Hernando de Soto en 1538 rumbo a Florida. Reseña sus grandes servicios el cronista Antonio de Herrera y Tordesillas, que relatando las campañas de Florida de 1541 dice: «en ellas estuvo un valiente soldado, llamado Diego Velázquez, de Cuéllar».[21]
- Bernardino Velázquez, pariente del gobernador, fue uno de los hombres que tuvo en cuenta a la hora de designar jefe de la expedición a Nueva España, que finalmente encomendó a Hernán Cortés.[17]
- Antonio Velázquez Borrego fue otro de los hombres a quien Diego Velázquez de Cuéllar propuso capitanear la armada rumbo al Yucatán, al igual que lo hizo también con Francisco Verdugo, otro pariente.[22]
- Francisco Verdugo, cuñado del gobernador, que participó en las conquistas de México y Nueva Galicia.[23]